# Fort Beaufort
Fort Beaufort este un oraș din provincia Oos-Kaap, Africa de Sud.